# Serpocaulon chacapoyense
Serpocaulon chacapoyense là một loài thực vật có mạch trong họ Polypodiaceae. Loài này được (Hook.) A.R. Sm. mô tả khoa học đầu tiên năm 2006.